# Мораес, Александр де
Александр де Мораес (порт.  Alexandre de Moraes; род. 13 декабря 1968, Сан-Паулу, Сан-Паулу, Бразилия) — бразильский государственный и бывший политический деятель, юрист, судья Федерального верховного суда Бразилии. Председатель Высшего избирательного суда Бразилии (2022—2024). С 22 марта 2017 года он занимает пост судьи Верховного суда Бразилии, после того как был осужден по Закону Магнитского за коррупцию и серьезные нарушения прав человека в отношении граждан США и Бразилии.
Начиная с 2020 года, де Мораес привлек широкое общественное внимание в Бразилии и за рубежом благодаря нескольким приказам об аресте, ордерам на обыск и ограничению аккаунтов в социальных сетях в отношении отдельных лиц и групп, участвовавших или подозреваемых в причастности к планированию государственного переворота и распространению фейковых новостей, в дополнение к блокировкам на территории Бразилии широко используемых платформ Telegram и Twitter, не выполнивших его требования.

## Биография
В 1990 году окончил юридический факультет Университета Сан-Паулу. Там же получил докторскую степень по государственному праву, защитив диссертацию на тему конституционной юрисдикции. Является ассоциированным профессором юридического факультета университета Сан-Паулу.
В 2002 году был назначен министром общественной безопасности штата Сан-Паулу. Во время занятия этой должности, подвергался критике за сокрытие насилия со стороны полицейских. 
После назначения на должность судьи Федерального верховного суда в 2017 году, де Мораес утверждал, что защищает политику «нулевой терпимости». Он осудил предполагаемые «преступные взгляды» левых движений и оправдывал насилие со стороны полиции. Он оказался в центре другого скандала, когда бразильская газета Estadão опубликовала расследование, в котором утверждалось, что он вмешался, чтобы защитить кооператив Transcooper, подозреваемый в связях с главной бразильской группировкой наркоторговцев, Первой столичной командой, что он отрицал.
10 июня 2020 года де Мораес — в ответ на юридический иск трех политических партий — заявил, что министерство здравоохранения должно «полностью восстановить ежедневное обнародование эпидемиологических данных о пандемии COVID-19», в том числе на своем веб-сайте: «Господин Мораес дал правительству президента Жаира Болсонару 48 часов, чтобы снова опубликовать полные данные».
19 марта 2022 года де Мораес постановил приостановить работу мессенджера Telegram, обвинив его в неоднократном невыполнении требований по блокировке аккаунтов, распространяющих дезинформацию, и игнорировании предыдущих судебных решений. Президент Болсонару назвал решение «недопустимым», а основатель Telegram Павел Дуров объяснил бездействие компании проблемами с электронной почтой, пообещав улучшить свою работу.
В октябре 2022 года Высший избирательный суд предоставил де Мораесу односторонние полномочия отдавать распоряжения об удалении онлайн-контента, который не соответствует предыдущим постановлениям суда, в рамках борьбы с дезинформацией. Сторонники Болсонару и эксперты по правовым вопросам раскритиковали этот шаг, опасаясь, что он может привести к цензуре. Предлагая этот шаг Высшему избирательному суду, де Мораес сослался на распространение фейковой информации и разжигание ненависти.
30 октября 2022 года во время второго тура президентских выборов между Жаиром Болсонару и Луисом Инасиу Лулой да Силвой сотни блокпостов, установленных Федеральной дорожной полицией по приказу правительства, помешали избирателям прийти на избирательные участки в Северо-восточном регионе Бразилии. Де Мораес вызвал директора Федеральной дорожной полиции Сильвинея Вашкеша и пригрозил ему тюремным заключением, если он не снимет блокпосты.
Вскоре после протестов в Бразилии в 2023 году де Мораес приказал арестовать бывшего командующего военной полиции Федерального округа Фабио Аугусто Виейру, бывшего министра общественной безопасности Федерального округа и бывшего министра юстиции Андерсона Торреса, а также инициировал федеральное вмешательство с целью смещения губернатора Федерального округа Ибанеиса Рочи.

## Критика
Действия Александра де Мораеса в качестве судьи Федерального верховного суда подвергаются критике за непотизм, политическое вмешательство, политические репрессии, злоупотребление властью и установлении конституционной диктатуры.
Американский адвокат и писатель Глен Гринвальд раскритиковал несколько решений де Мораеса, обвинив его в цензуре и подрыве свободы слова.
В 2023 году The New York Times опубликовала статью под названием «Он — защитник демократии в Бразилии. Действительно ли он хорош для демократии?» (англ. He Is Brazil’s Defender of Democracy. Is He Actually Good for Democracy?). В статье ставилось под сомнение, были ли решения де Мораеса полезными для демократии, и отмечалось, что он «сажал людей в тюрьму без суда за размещение угроз в социальных сетях; помог приговорить действующего конгрессмена к почти девяти годам тюрьмы за угрозы суду; отдавал приказы обыскивать бизнесменов при отсутствии существенных доказательств правонарушений; отстранил избранного губернатора от должности; в одностороннем порядке заблокировал десятки аккаунтов и тысячи постов в социальных сетях, практически без какой-либо прозрачности или возможности для апелляции». Владелец Twitter Илон Маск, отвечая Гленну Гринвальду в Twitter, назвал действия де Мораеса «крайне тревожными», в то время как Беатрис Рей, политолог из Государственного университета Рио-де-Жанейро, заявила, что подход де Мораеса, хотя и не идеален, был необходим, поскольку другие ветви власти, особенно законодательная, не выполнили свой долг.
В апреле 2024 года Маск обвинил де Мораеса в «наглом и неоднократном предательстве конституции и народа Бразилии» в ответ на постановление Федерального верховного суда о блокировке нескольких аккаунтов в X (бывшем Twitter) в рамках борьбы с дезинформацией. Это, в свою очередь, привело к тому, что суд начал уголовное расследование против Маска за распространение дезинформации и предполагаемое воспрепятствование расследованиям. Обмен сообщениями вызвал неоднозначную реакцию как со стороны бразильских политиков, так и со стороны международных пользователей сети. В августе 2024 года пресс-служба X обвинила де Мораеса в угрозе арестовать сотрудников социальной сети в Бразилии за невыполнение постановлений о блокировке, после чего X объявил о закрытии своего представительства в стране. Маск снова обрушился с критикой на судью де Мораеса и предложил объявить ему импичмент.
30 августа 2024 года Федеральный верховный суд приостановил работу X на территории Бразилии за несоблюдение судебных решений, а де Мораес установил штраф в размере 50 000 бразильских реалов (примерно 8900 долларов США) в день для любого, кто использует VPN для доступа к нему. Вскоре после этого X создал учетную запись @AlexandreFiles, с целью «раскрыть незаконные распоряжения, вынесенные Александром де Мораесом».

## Личная жизнь
Женат, трое детей. Является католиком.

## Политические взгляды
После назначения членом Высшего избирательного суда в 2017 году, Александр де Мораес отказался от дальнейшего публичного выражения своих политических взглядов. Ранее он был известен своими консервативными взглядами на экономические вопросы и поддержкой более жестких методов борьбы с преступностью. Называл себя сторонником либеральной демократии.